# Gunnar Breske

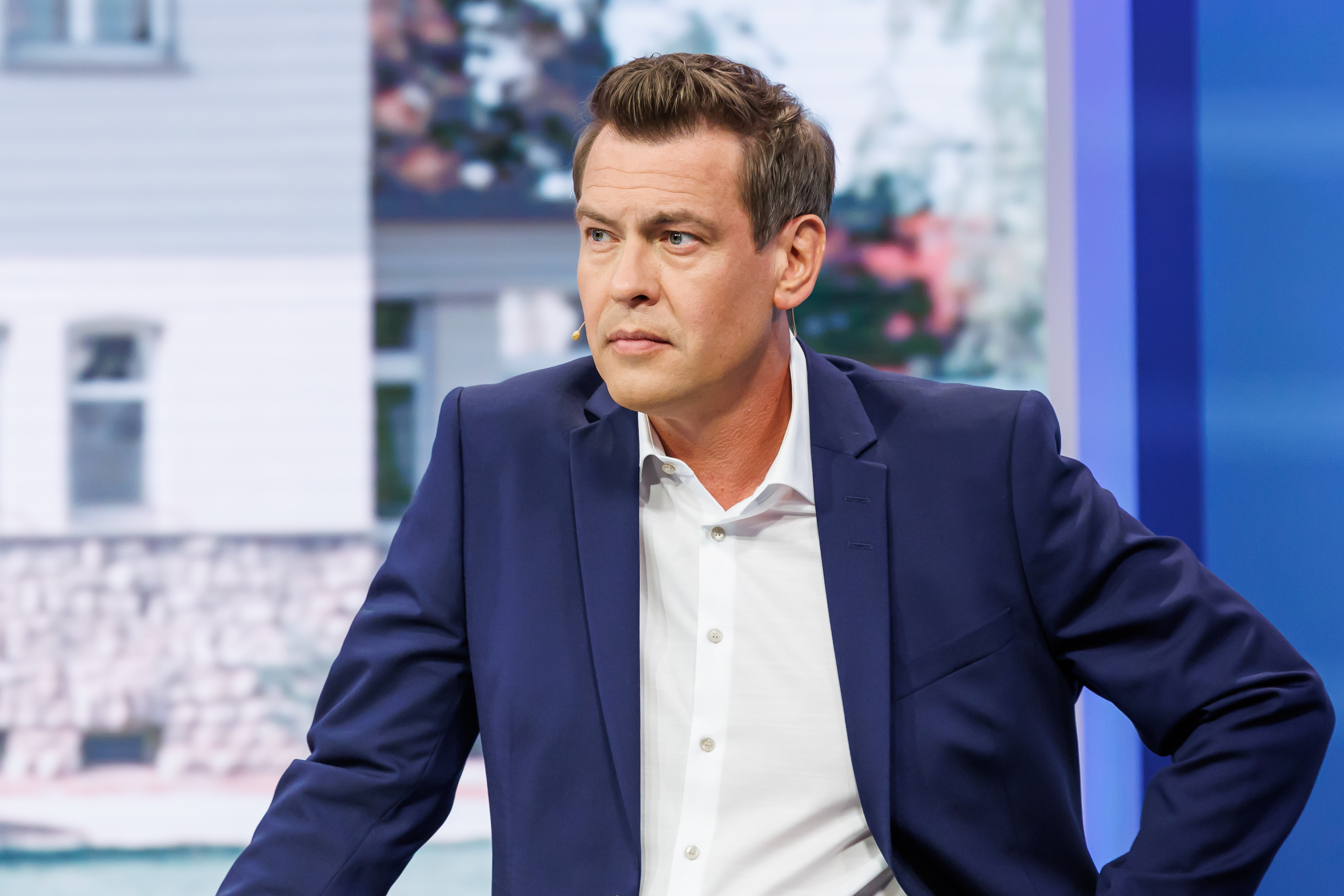
Gunnar Breske bei der Landtagswahl Thüringen im Wahlstudio der ARD

Gunnar Breske (* 17. Dezember 1979 in Jena) ist ein deutscher Journalist und Fernsehmoderator. Er moderiert in der ARD das Wirtschaftsmagazin Plusminus sowie die Hauptnachrichtensendung des MDR Fernsehen MDR aktuell.

## Leben und Wirken
Gunnar Breske studierte Politikwissenschaft an der Friedrich-Schiller-Universität Jena. Noch während des Studiums arbeitete er als Nachrichtenredakteur für den privaten Radiosender Antenne Thüringen. Mit Abschluss seines Studiums begann er ein Redaktions-Volontariat beim MDR in Leipzig. Seit 2007 ist er Redakteur und Live-Reporter für die Tagesschau und die Tagesthemen bei der ARD. In gleicher Funktion ist er seitdem auch für MDR Aktuell tätig. 2012 wechselt er vorübergehend zu ARD-aktuell nach Hamburg. Seit 2013 moderiert Gunnar Breske die MDR Aktuell-Ausgabe um 17:45 Uhr. 2016 übernimmt er auch die Präsentation der Hauptausgaben um 19:30 Uhr und um 21:45 Uhr.
Mit dem Beginn des NSU-Prozesses in München 2013 war Breske einer der fest-akkreditierten Journalisten im Prozess für die ARD und den MDR. Er berichtete über 5 Jahre über das Verfahren vor dem Oberlandesgericht München. Er ist einer der Autoren der ARD-Saalprotokolle. Sie bilden die Grundlage für das Dokumentarhörspiel Saal 101, welches 2021 als Hörbuch des Jahres ausgezeichnet wurde. Wie die NSU-Rechtsterroristen Beate Zschäpe, Uwe Mundlos und Uwe Böhnhardt stammt auch Breske aus Jena.
Gunnar Breske moderiert seit 2018 die Wahl-Sondersendungen des MDR zu Landtagswahlen und Bundestagswahlen sowie die Runden der Spitzenkandidaten im MDR.
In der ARD ist Breske seit 2020 Moderator des Wirtschaftsmagazins Plusminus.
Zudem ist Breske als Medien- und Kommunikationstrainer tätig. Er lebt mit seiner Frau und seinen zwei Kindern in der Nähe von Leipzig.

## Veröffentlichungen
- Die Landesparlamente in der Föderalismusreform. Eine Analyse der Positionsfindung und Positionsdurchsetzung. VDM Verlag Dr. Müller, Saarbrücken 2008, ISBN 978-3-8364-7363-7.